# Marcia 50 km
La marcia 50 km (o anche 50 km di marcia) è una distanza della marcia, specialità dell'atletica leggera facente parte del programma di Giochi olimpici e campionati del mondo di atletica leggera fino al 2021.
Essa costituisce la più lunga distanza di marcia, nonché dell'intero programma olimpico dell'atletica leggera (fino all'edizione 2020).

## Record

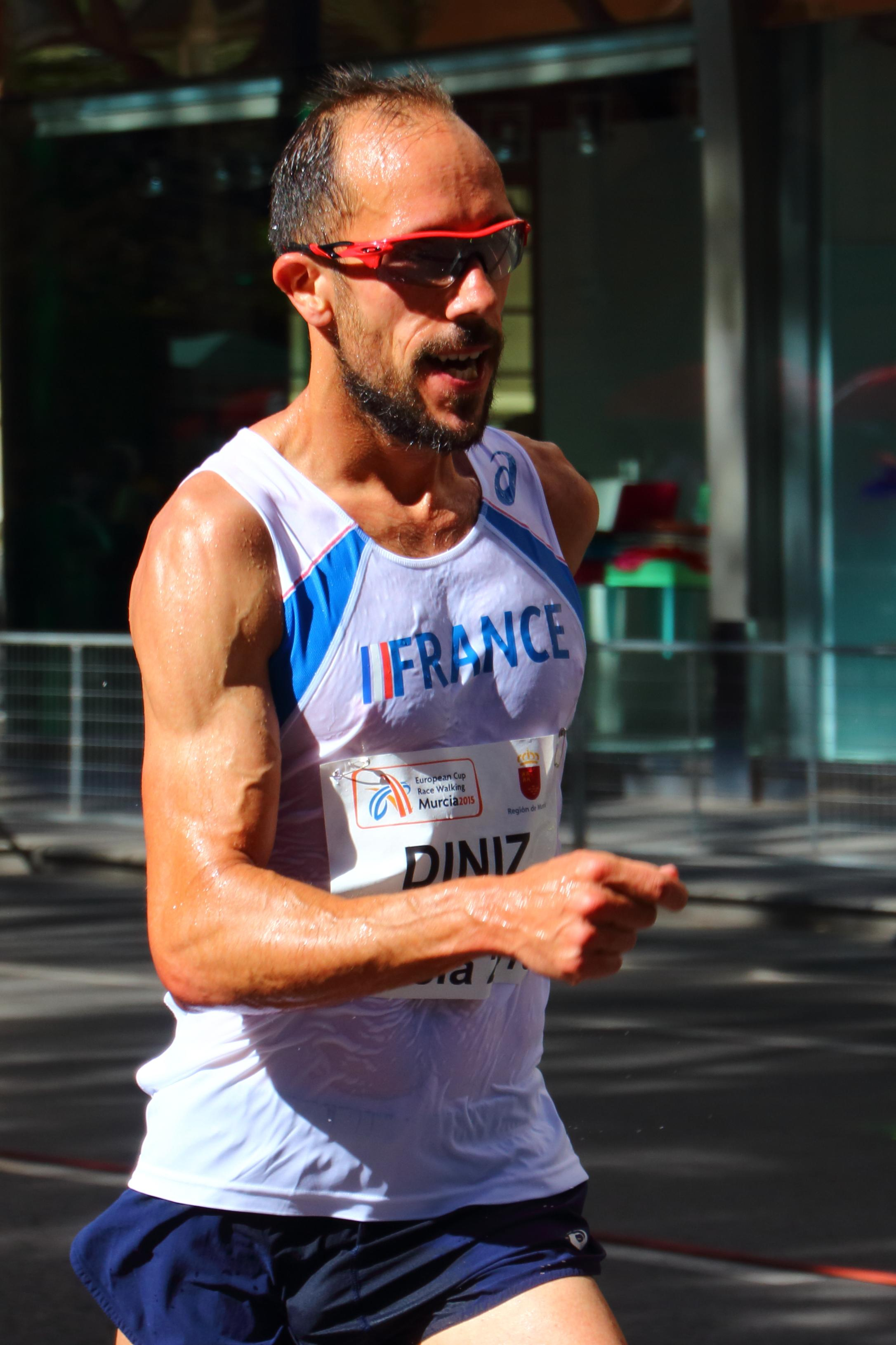
Yohann Diniz, detentore del record mondiale della 50 km di marcia

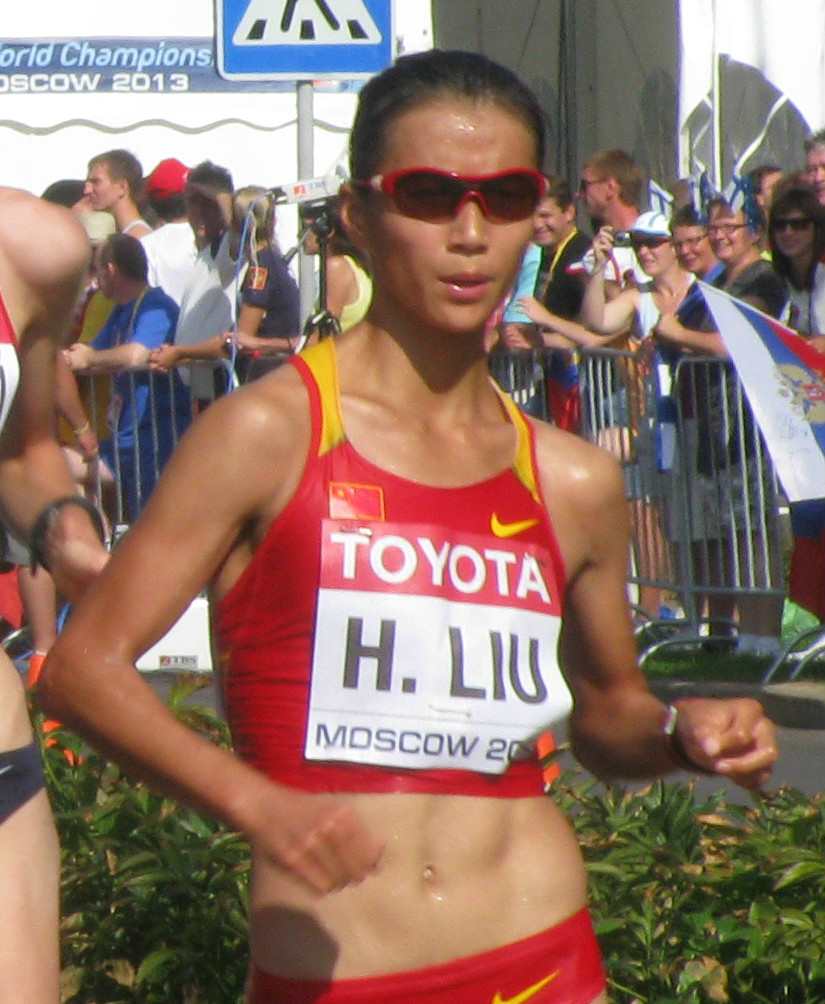
Liu Hong, detentrice del record mondiale femminile della specialità

### Maschili
Statistiche aggiornate al 21 marzo 2021.
|                             | Tempo    | Atleta         | Luogo         | Data            |
| --------------------------- | -------- | -------------- | ------------- | --------------- |
| Record mondiale             | 3h32'33" | Yohann Diniz   | Zurigo        | 15 agosto 2014  |
| Record olimpico             | 3h36'53" | Jared Tallent  | Londra        | 11 agosto 2012  |
| Record africano             | 3h53'09" | Marc Mundell   | Dudince       | 20 marzo 2021   |
| Record asiatico             | 3h36'06" | Yu Chaohong    | Nanchino      | 22 ottobre 2005 |
| Record europeo              | 3h32'33" | Yohann Diniz   | Zurigo        | 15 agosto 2014  |
| Record nord-centroamericano | 3h41'09" | Erick Barrondo | Dudince       | 23 marzo 2013   |
| Record oceaniano            | 3h35'47" | Nathan Deakes  | Geelong       | 2 dicembre 2006 |
| Record sudamericano         | 3h42'57" | Andrés Chocho  | Ciudad Juárez | 6 marzo 2016    |

### Femminili
Statistiche aggiornate al 21 marzo 2021.
|                             | Tempo    | Atleta          | Luogo               | Data             |
| --------------------------- | -------- | --------------- | ------------------- | ---------------- |
| Record mondiale             | 3h59'15" | Liu Hong        | Huangshan           | 9 marzo 2019     |
| Record africano             | 4h48'00" | Natalie Le Roux | Taicang             | 5 maggio 2018    |
| Record asiatico             | 3h59'15" | Liu Hong        | Huangshan           | 9 marzo 2019     |
| Record europeo              | 4h04'50" | Eleonora Giorgi | Alytus              | 19 maggio 2019   |
| Record nord-centroamericano | 4h13'56" | Mirna Ortíz     | Città del Guatemala | 24 febbraio 2019 |
| Record oceaniano            | 4h09'33" | Claire Tallent  | Taicang             | 5 maggio 2018    |
| Record sudamericano         | 4h11'12" | Johana Ordóñez  | Lima                | 11 agosto 2019   |

Legenda:
: record mondiale
: record olimpico
: record africano
: record asiatico
: record europeo
: record nord-centroamericano e caraibico
: record oceaniano
: record sudamericano

## Migliori atleti

### Maschili
Statistiche aggiornate al 21 marzo 2021.
|     | Tempo    | Atleta              | Luogo            | Data             |
| --- | -------- | ------------------- | ---------------- | ---------------- |
| 1.  | 3h32'33" | Yohann Diniz        | Zurigo           | 15 agosto 2014   |
| 2.  | 3h34'14" | Denis Nižegorodov   | Čeboksary        | 11 maggio 2008   |
| 3.  | 3h34'38" | Matej Tóth          | Dudince          | 21 marzo 2015    |
| 4.  | 3h35'47" | Nathan Deakes       | Geelong          | 2 dicembre 2006  |
| 5.  | 3h36'03" | Robert Korzeniowski | Saint-Denis      | 27 agosto 2003   |
| 6.  | 3h36'04" | Alex Schwazer       | Rosignano Solvay | 11 febbraio 2007 |
| 7.  | 3h36'06" | Yu Chaohong         | Nanchino         | 22 ottobre 2005  |
| 8.  | 3h36'13" | Zhao Chengliang     | Nanchino         | 22 ottobre 2005  |
| 9.  | 3h36'20" | Han Yucheng         | Nanning          | 27 febbraio 2005 |
| 10. | 3h36'42" | German Skurygin     | Saint-Denis      | 27 agosto 2003   |

### Femminili
Statistiche aggiornate al 21 marzo 2021.
|     | Tempo    | Atleta               | Luogo     | Data             |
| --- | -------- | -------------------- | --------- | ---------------- |
| 1.  | 3h50'42" | Elena Lašmanova      | Voronovo  | 5 settembre 2020 |
| 2.  | 3h57'08" | Klavdija Afanas'eva  | Čeboksary | 15 giugno 2019   |
| 3.  | 3h59'15" | Liu Hong             | Huangshan | 9 marzo 2019     |
| 4.  | 3h59'56" | Margarita Nikiforova | Voronovo  | 5 settembre 2020 |
| 5.  | 4h03'51" | Li Maocuo            | Huangshan | 9 marzo 2019     |
| 6.  | 4h04'36" | Liang Rui            | Taicang   | 5 maggio 2018    |
| 7.  | 4h04'50" | Eleonora Giorgi      | Alytus    | 19 maggio 2019   |
| 8.  | 4h05'46" | Júlia Takács         | Alytus    | 19 maggio 2019   |
| 9.  | 4h05'56" | Inês Henriques       | Londra    | 13 agosto 2017   |
| 10. | 4h07'30" | Ma Faying            | Huangshan | 9 marzo 2019     |